# Boën-sur-Lignon
Pour les articles homonymes, voir BOEN.
Boën-sur-Lignon [bwɛ̃ syʁ liɲɔ̃], également désignée par son ancien nom Boën, est une commune française située dans le département de la Loire en région Auvergne-Rhône-Alpes, faisant partie de Loire Forez Agglomération.

## Géographie
| Saint-Sixte |                 | Arthun                      |
| Leigneux    | Boën-sur-Lignon | Sainte-Agathe-la-Bouteresse |
|             | Trelins         |                             |

Située dans la plaine du Forez, la ville de Boën-sur-Lignon a vue sur les monts du Lyonnais à l'est et sur les monts du Forez à l'ouest. Commune de plus de 3 000 habitants, la petite ville de Boën occupe la rive gauche du Lignon, à l’endroit où il pénètre dans la plaine, au pied de la côte forézienne. Ce chef-lieu de canton est une ville étape au carrefour de la RN 89 (devenue RD 1089) et de la RD 8. Son économie repose sur la métallurgie, la mécanique, la transformation du bois et l’artisanat. Elle bénéficie de l’implantation de nombreux services publics. La gare de chemin de fer est sur la ligne Saint-Étienne - Clermont-Ferrand.

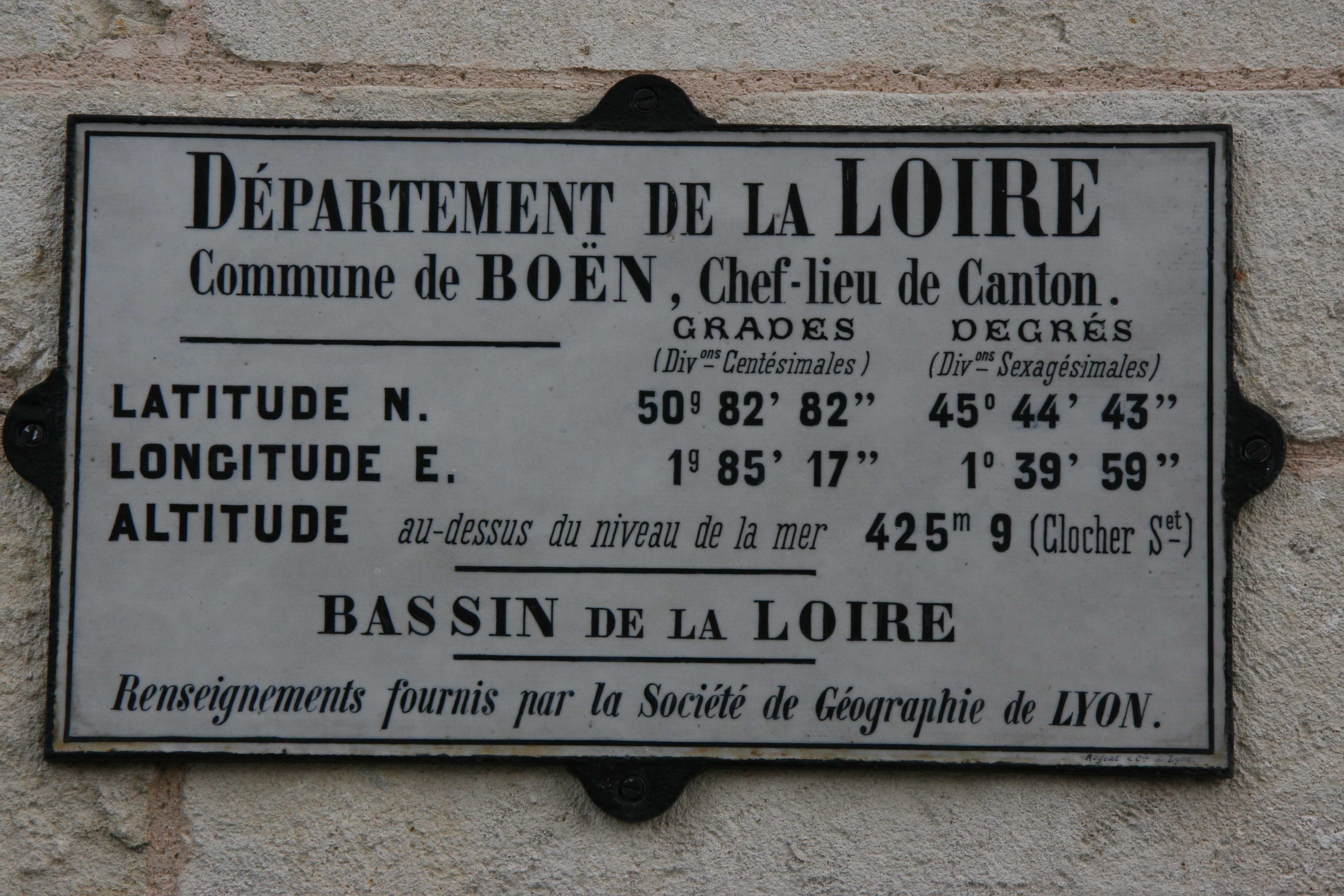
Boën.

Elle se situe à 17 kilomètres au nord de Montbrison, et à 58 km de la préfecture, Saint-Étienne.

### Climat
Pour des articles plus généraux, voir Climat d'Auvergne-Rhône-Alpes et Climat de la Loire.
En 2010, le climat de la commune est de type climat océanique dégradé des plaines du Centre et du Nord, selon une étude du Centre national de la recherche scientifique s'appuyant sur une série de données couvrant la période 1971-2000. En 2020, Météo-France publie une typologie des climats de la France métropolitaine dans laquelle la commune est exposée à un climat de montagne ou de marges de montagne et est dans la région climatique Nord-est du Massif Central, caractérisée par une pluviométrie annuelle de 800 à 1 200 mm, bien répartie dans l’année.
Pour la période 1971-2000, la température annuelle moyenne est de 10,5 °C, avec une amplitude thermique annuelle de 16,7 °C. Le cumul annuel moyen de précipitations est de 791 mm, avec 9,4 jours de précipitations en janvier et 6,9 jours en juillet. Pour la période 1991-2020, la température moyenne annuelle observée sur la station météorologique installée sur la commune est de 11,8 °C et le cumul annuel moyen de précipitations est de 629,5 mm,. Pour l'avenir, les paramètres climatiques de la commune estimés pour 2050 selon différents scénarios d'émission de gaz à effet de serre sont consultables sur un site dédié publié par Météo-France en novembre 2022.
| Mois                                  | jan.           | fév.           | mars          | avril         | mai             | juin         | jui.           | août           | sep.           | oct.            | nov.             | déc.           | année      |
| ------------------------------------- | -------------- | -------------- | ------------- | ------------- | --------------- | ------------ | -------------- | -------------- | -------------- | --------------- | ---------------- | -------------- | ---------- |
| Température minimale moyenne (°C)     | −0,3           | −0,1           | 2,3           | 4,9           | 8,6             | 12           | 13,8           | 13,5           | 10,1           | 7,3             | 3                | 0,3            | 6,3        |
| Température moyenne (°C)              | 3,5            | 4,4            | 7,8           | 10,9          | 14,8            | 18,6         | 20,6           | 20,4           | 16,3           | 12,5            | 7,1              | 4,1            | 11,8       |
| Température maximale moyenne (°C)     | 7,2            | 8,9            | 13,4          | 16,9          | 21              | 25,2         | 27,4           | 27,2           | 22,5           | 17,7            | 11,2             | 7,8            | 17,2       |
| Record de froid (°C) date du record   | −13,9 13.01.03 | −15,7 05.02.12 | −15 01.03.05  | −5,8 08.04.03 | −0,1 15.05.1995 | 2,5 04.06.01 | 5,8 24.07.1999 | 4,1 30.08.1998 | 0,6 30.09.1995 | −5,7 31.10.1997 | −10,2 23.11.1993 | −12,6 15.12.01 | −15,7 2012 |
| Record de chaleur (°C) date du record | 19 10.01.15    | 22,4 24.02.21  | 27,4 24.03.01 | 30,5 30.04.05 | 33,9 13.05.15   | 39 27.06.19  | 40,7 07.07.15  | 39,7 13.08.03  | 34,4 14.09.20  | 30 04.10.04     | 23,8 17.11.09    | 19,9 08.12.10  | 40,7 2015  |
| Précipitations (mm)                   | 31,3           | 27,1           | 28,2          | 44,2          | 75,8            | 65,1         | 73,2           | 73,2           | 59,6           | 58,7            | 59               | 34,1           | 629,5      |

## Urbanisme

### Typologie
Au 1er janvier 2024, Boën-sur-Lignon est catégorisée bourg rural, selon la nouvelle grille communale de densité à sept niveaux définie par l'Insee en 2022.
Elle appartient à l'unité urbaine de Boën-sur-Lignon, une agglomération intra-départementale regroupant sept  communes, dont elle est ville-centre,,. La commune est en outre hors attraction des villes,.

### Occupation des sols
L'occupation des sols de la commune, telle qu'elle ressort de la base de données européenne d’occupation biophysique des sols Corine Land Cover (CLC), est marquée par l'importance des territoires artificialisés (47,6 % en 2018), en augmentation par rapport à 1990 (34,7 %). La répartition détaillée en 2018 est la suivante : 
zones urbanisées (47,6 %), zones agricoles hétérogènes (25,6 %), prairies (14,7 %), forêts (12,1 %). L'évolution de l’occupation des sols de la commune et de ses infrastructures peut être observée sur les différentes représentations cartographiques du territoire : la carte de Cassini (XVIIIe siècle), la carte d'état-major (1820-1866) et les cartes ou photos aériennes de l'IGN pour la période actuelle (1950 à aujourd'hui).

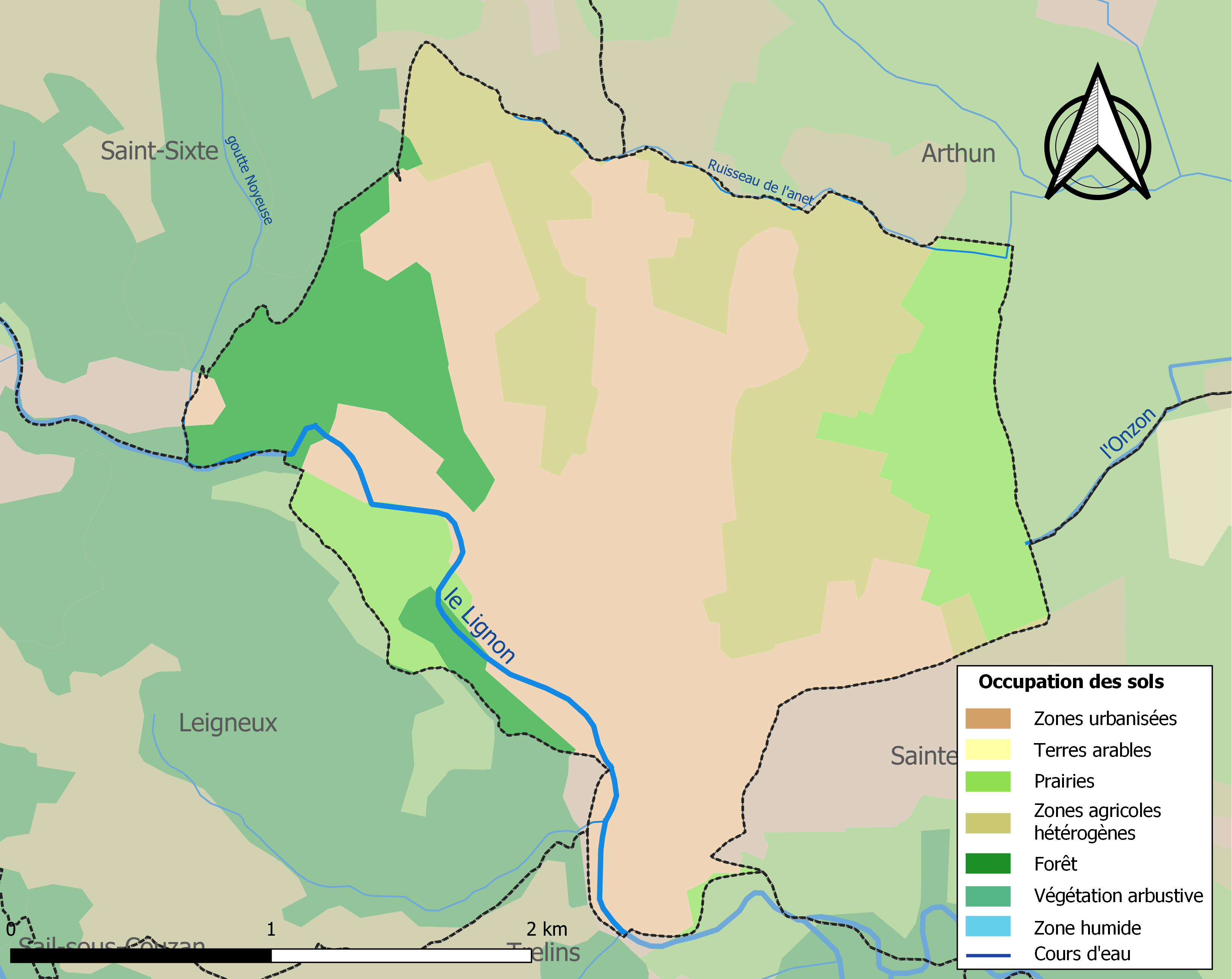
Carte des infrastructures et de l'occupation des sols de la commune en 2018 (CLC).

## Toponymie
L'origine du nom est controversée. L’hypothèse de la fondation par le peuple gaulois des Boïens n’est guère fondée. Le nom de Bodenno ou Boenco apparaît dans le cartulaire de Savigny au XIe siècle. L’existence de quelques débris gallo-romains à l’Annet, la Chaux et la Garde suffit-elle à prouver l’existence du site au début de notre ère ? On peut supposer que dès avant l’an mil, une petite bourgade s’est installée sur les collines puis au bord de la rivière Lignon. C’est au XVIIe siècle que la forme Boën avec le tréma apparaît. En 1702, Louis XIV ayant besoin d’argent, Boën-sur-Lignon doit se doter d’un blason, moyennant finances. Il est d’or au chevron de gueules chargé d’une merlette d’or (oiseau sans bec ni pattes). Le chevron symbolise un pont (cf le site au bord d’un cours d’eau).

## Histoire
Déjà connu sous l'occupation romaine, ce bourg fut fortifié au XVe siècle.
L'essor de Boën, à l'origine simple hameau de la paroisse de La Bouteresse, fut favorisé par ses seigneurs, les Damas de Couzan.
Ils octroyèrent une charte de franchise à ses habitants en 1247, transportèrent le tombeau de leur famille dans son église, puis fortifièrent ce qui en 1314 fut l'une des treize villes à envoyer des délégués aux États du Forez.
En 1320, Amédée de Couzan obtient du roi et du comte l’autorisation de clore la ville (11 tours et 4 portes ; une tour subsiste).
En 1510, Louis XII autorisa un marché hebdomadaire le jeudi.
En 1678, les religieuses trinitaires fondèrent la première école de filles (disparue) et l’hospice de Boën.
En 1747, installation de l’Hôtel-Dieu rue du 8 mai 1945. La fin du XVIIIe siècle fut la période la plus prospère de la ville (2 500 habitants), avec le commerce : une halle occupait le centre-ville, il y avait un marché le jeudi et 2 foires annuelles, les cabaretiers nombreux exerçaient parfois le métier annexe de boucher.
La Bouteresse fut détachée de Boën à la Révolution. Les hommes de loi étaient en nombre important : Boën était siège de justice avec juge, lieutenant et procureur fiscal, un greffier, deux huissiers, quatre procureurs et quatre notaires.
Le château fut construit vers 1779.

## Politique et administration
Boën-sur-Lignon faisait partie de la communauté de communes du Pays d'Astrée de 1995 à 2016 puis a intégré Loire Forez Agglomération.

### Tendances politiques et résultats
Des élections municipales interviendront le dimanche 3 décembre 2023 afin de désigner de nouveaux conseillers municipaux du fait de la démission du maire élu et du manque d'élus.

### Liste des maires
| Période                                  | Période                        | Identité             | Étiquette    | Qualité |
| ---------------------------------------- | ------------------------------ | -------------------- | ------------ | --- |
| Les données manquantes sont à compléter. |                                |                      |              | |
| juillet 1944                             | mars 1959                      | Joannès Ety          |              | |
| mars 1959                                | mars 1977                      | Jean-Pierre Blanchet | DVD          | Dentiste Sénateur (1967-1974)                                                                                                   |
| mars 1977                                | mars 1989                      | Lucien Moullier      | PS           | Conseiller régional (1986-1989) Conseiller général (1988-2015)                                                                  |
| mars 1989                                | juin 1995                      | Pierre Giraud        |              | |
| juin 1995                                | mars 2014                      | Lucien Moullier      | DVG puis PRG | Retraité Conseiller régional (1992-1998) Conseiller général (1988-2015)                                                         |
| mars 2014                                | 9 décembre 2023                | Pierre-Jean Rochette | DVD-Agir     | Chef d'entreprise Vice-Président de Loire Forez agglomération (2020-2023) Conseiller départemental (2015-2023) Sénateur (2023-) |
| 9 décembre 2023                          | En cours (au 11 décembre 2023) | Anne Jouanjan        |              | Cheffe d'entreprise |

## Population et société

### Démographie
L'évolution du nombre d'habitants est connue à travers les recensements de la population effectués dans la commune depuis 1793. Pour les communes de moins de 10 000 habitants, une enquête de recensement portant sur toute la population est réalisée tous les cinq ans, les populations de référence des années intermédiaires étant quant à elles estimées par interpolation ou extrapolation. Pour la commune, le premier recensement exhaustif entrant dans le cadre du nouveau dispositif a été réalisé en 2005.

En 2022, la commune comptait 3 017 habitants, en évolution de −8,8 % par rapport à 2016 (Loire : +1,32 %, France hors Mayotte : +2,11 %).
| 1793  | 1800  | 1806  | 1821  | 1831  | 1836  | 1841  | 1846  | 1851  |
| ----- | ----- | ----- | ----- | ----- | ----- | ----- | ----- | ----- |
| 1 200 | 1 220 | 1 426 | 1 399 | 1 438 | 1 616 | 1 624 | 1 849 | 1 898 |

| 1856  | 1861  | 1866  | 1872  | 1876  | 1881  | 1886  | 1891  | 1896  |
| ----- | ----- | ----- | ----- | ----- | ----- | ----- | ----- | ----- |
| 1 839 | 1 895 | 1 993 | 2 035 | 2 399 | 2 367 | 2 504 | 2 558 | 2 720 |

| 1901  | 1906  | 1911  | 1921  | 1926  | 1931  | 1936  | 1946  | 1954  |
| ----- | ----- | ----- | ----- | ----- | ----- | ----- | ----- | ----- |
| 2 808 | 2 853 | 2 768 | 2 686 | 2 933 | 2 911 | 2 980 | 3 032 | 3 249 |

| 1962  | 1968  | 1975  | 1982  | 1990  | 1999  | 2005  | 2006  | 2010  |
| ----- | ----- | ----- | ----- | ----- | ----- | ----- | ----- | ----- |
| 3 410 | 3 654 | 3 766 | 3 603 | 3 256 | 3 112 | 3 129 | 3 135 | 3 181 |

| 2015  | 2020  | 2022  | - | - | - | - | - | - |
| ----- | ----- | ----- | - | - | - | - | - | - |
| 3 308 | 3 025 | 3 017 | - | - | - | - | - | - |

### Manifestations culturelles et festivités
- Foire aux vins Produits du terroir (au mois d’avril)
- Fête du livre et des fleurs (au mois de mai)
- Fête patronale de la Saint-Jean (au mois de juin)
- Fête de la truite (au mois de juillet)
- Fête du boudin d'herbes (au mois de novembre). Une pâtisserie locale a créé dans les années 1960 le boudin pâtissier, constitué d'une génoise fourrée d'une crème chocolat, et entourée d'une pâte de chocolat, le tout ressemblant au boudin noir[26],[27].

### Sports
- Terrains de grands et petits jeux
- Salle de sport
- Terrain de tennis
- Gymnase intercommunal
- Stade Gauchon
- Stade Giraud

Enseignement : la cité scolaire l'Astrée compte un collège qui accueille environ 650 élèves et un lycée qui accueille environ 300 élèves.

## Culture locale et patrimoine

### Lieux et monuments

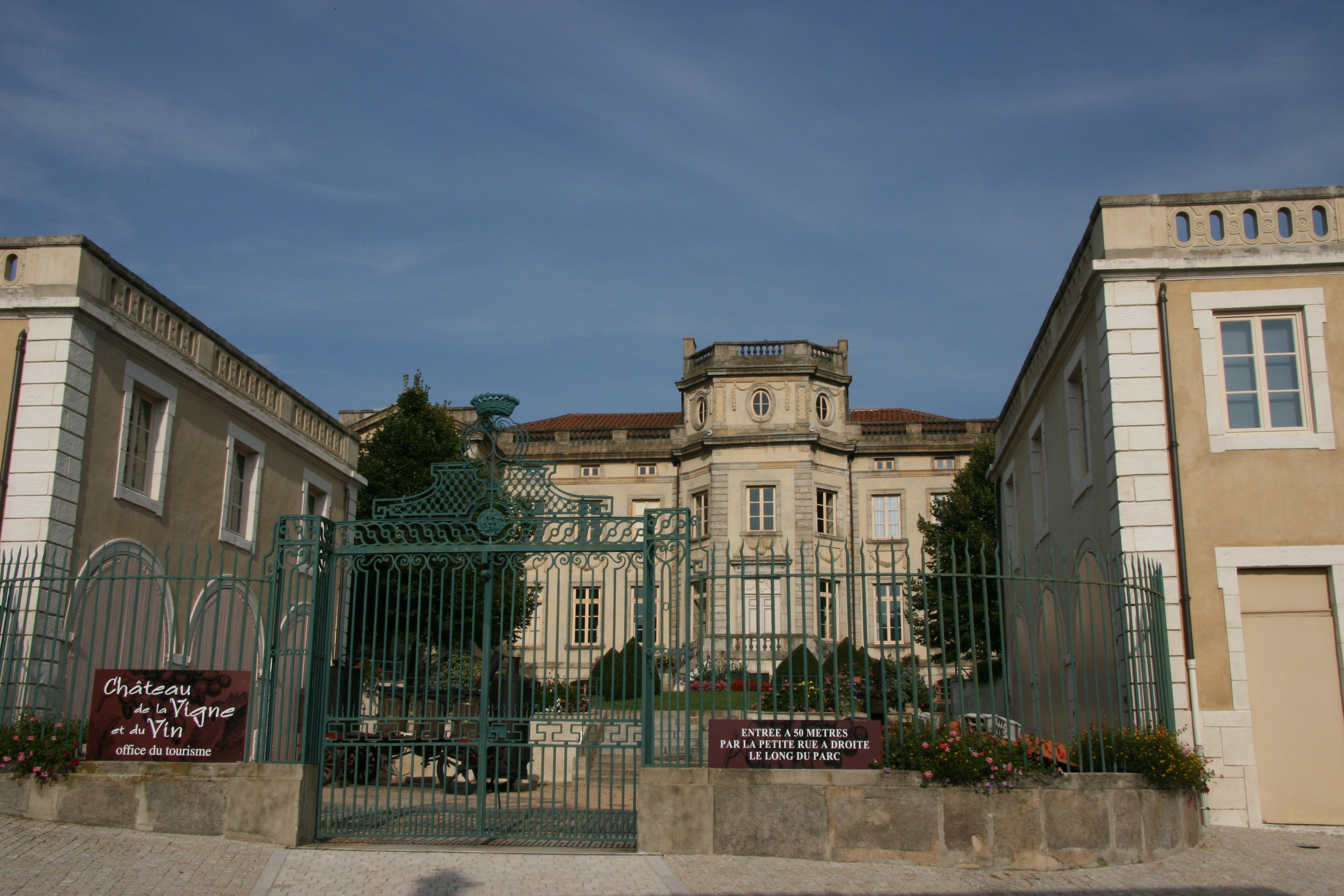
Château de Chabert.

- Château de Chabert dit Château de Boën - Musée des Vignerons du Forez.

Ce château a été construit au XVIIIe siècle par un architecte italien – Dalgabbio. Classé monument historique, il possède une magnifique et rare rotonde à l’italienne et des salles de réception à décor Louis XVI. Situé aux derniers étages du château, le musée des Vignerons du Forez retrace la vie des vignerons foréziens au début du XXe siècle : le travail de la vigne (la taille, les vendanges, le greffage), la vie quotidienne des vignerons grâce aux reconstitutions d’intérieurs (le bistrot forézien, la cuisine, la chambre à coucher, la loge de vigne).
- Église Saint-Jean-Baptiste du XIXe siècle.

L'église est ornée de 12 vitraux de 1887 et 1914, réalisés par les ateliers Lorin de Chartres et répertoriés dans l'Inventaire général du patrimoine culturel (baies 9 à 20),

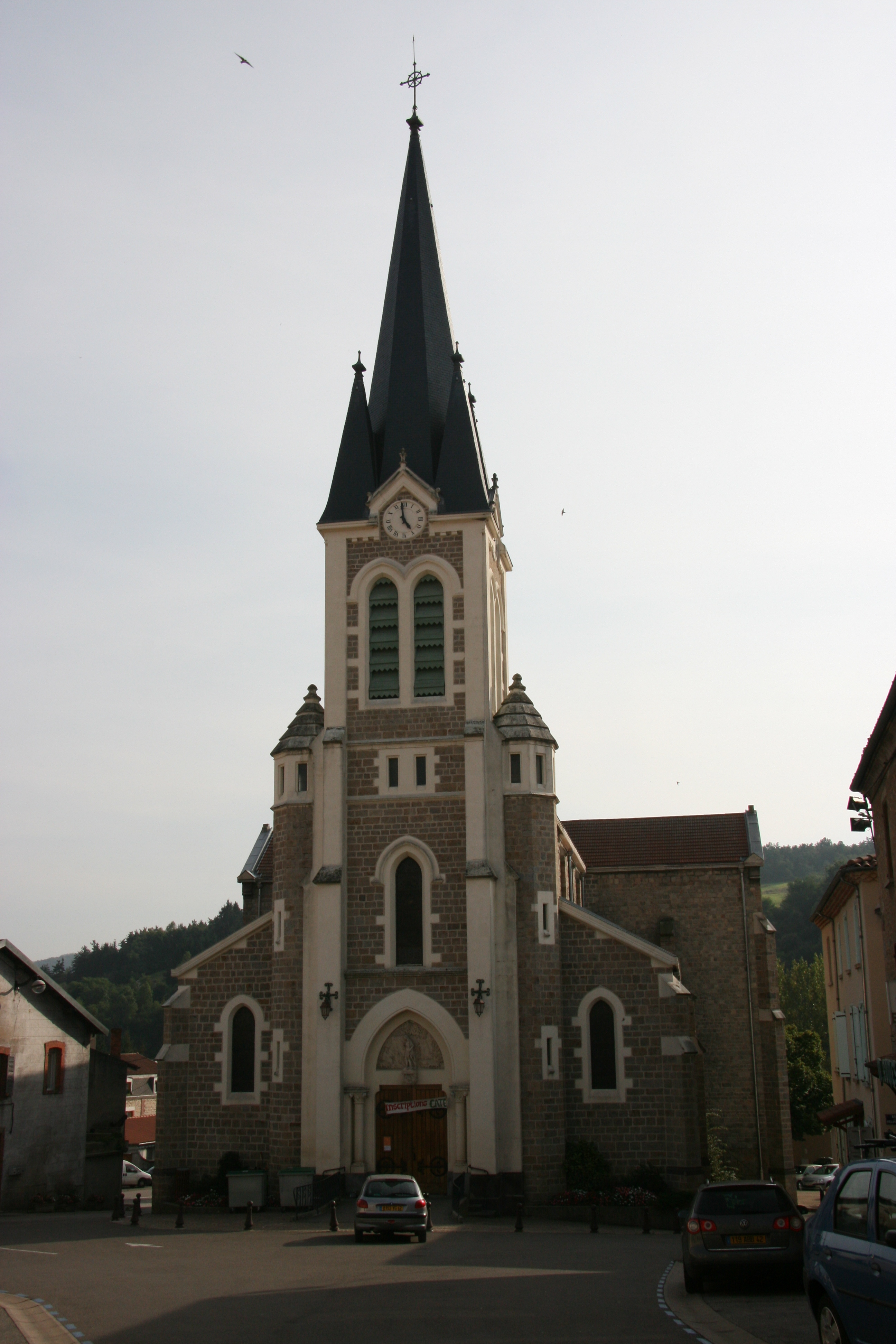
Église Saint-Jean-Baptiste.

- Gare SNCF.
- Tombe du "ballon du canard"

### Personnalités liées à la commune
- Joseph Marie Terray (1715-1778), abbé, homme d'État, contrôleur général des finances de Louis XV, est né à Boën.
- François Jacquemont (1757-1835), prêtre janséniste, est né à Boën.
- Charles Urguet de Saint-Ouen (1800-1849), homme politique et avocat, né à Boën.
- Gabriel Syveton (1864-1904), député nationaliste et historien, est né à Boën.
- Alexandre Arquillière (1870-1953), acteur et homme de théâtre, né à Boën.
- Marie-Thérèse d'Alverny (1903-1991), bibliothécaire et historienne, née à Boën.

### Équipements culturels
- Bibliothèque / Bibliobus / Médiathèque.
- Cinéma L’Entract.
- Château de Boën – musée des Vignerons du Forez, fréquenté par environ 3 000 visiteurs par an[31].
- Gymnase intercommunal.
- Pôle interassociatif avec une école de musique intercommunale et l'APIJ (Association de jeunes du territoire)

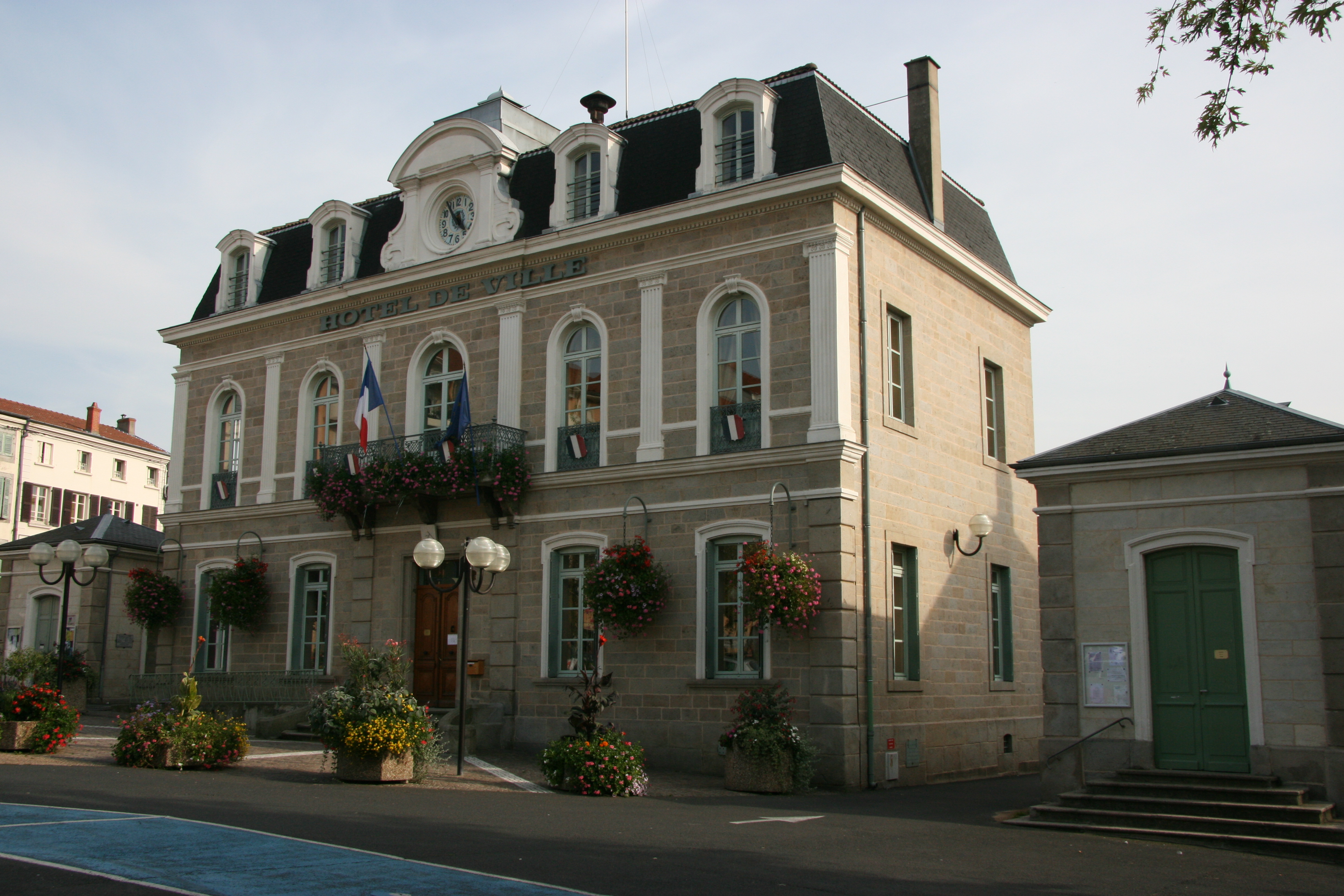
Hôtel de ville.
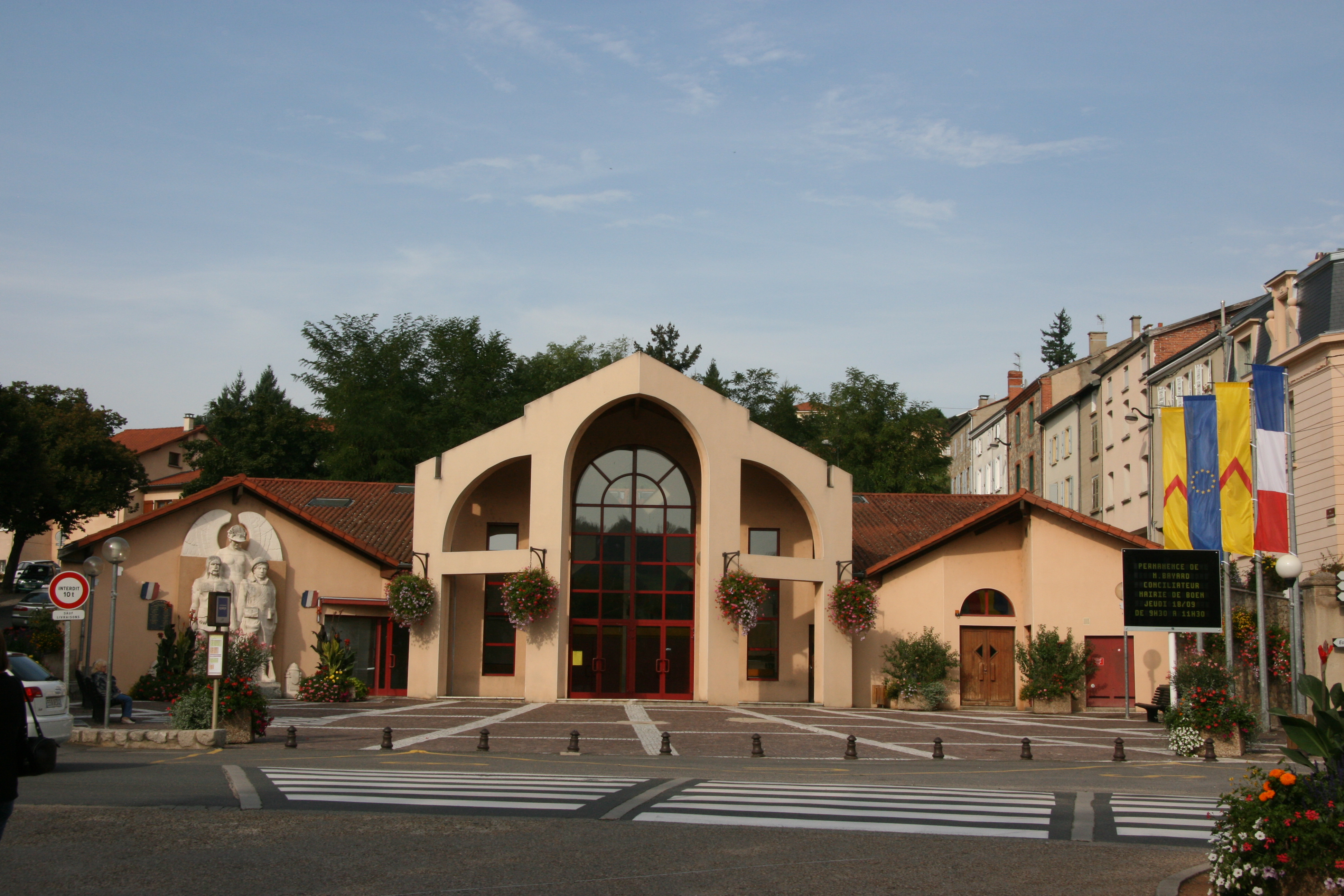
Salle des fêtes.
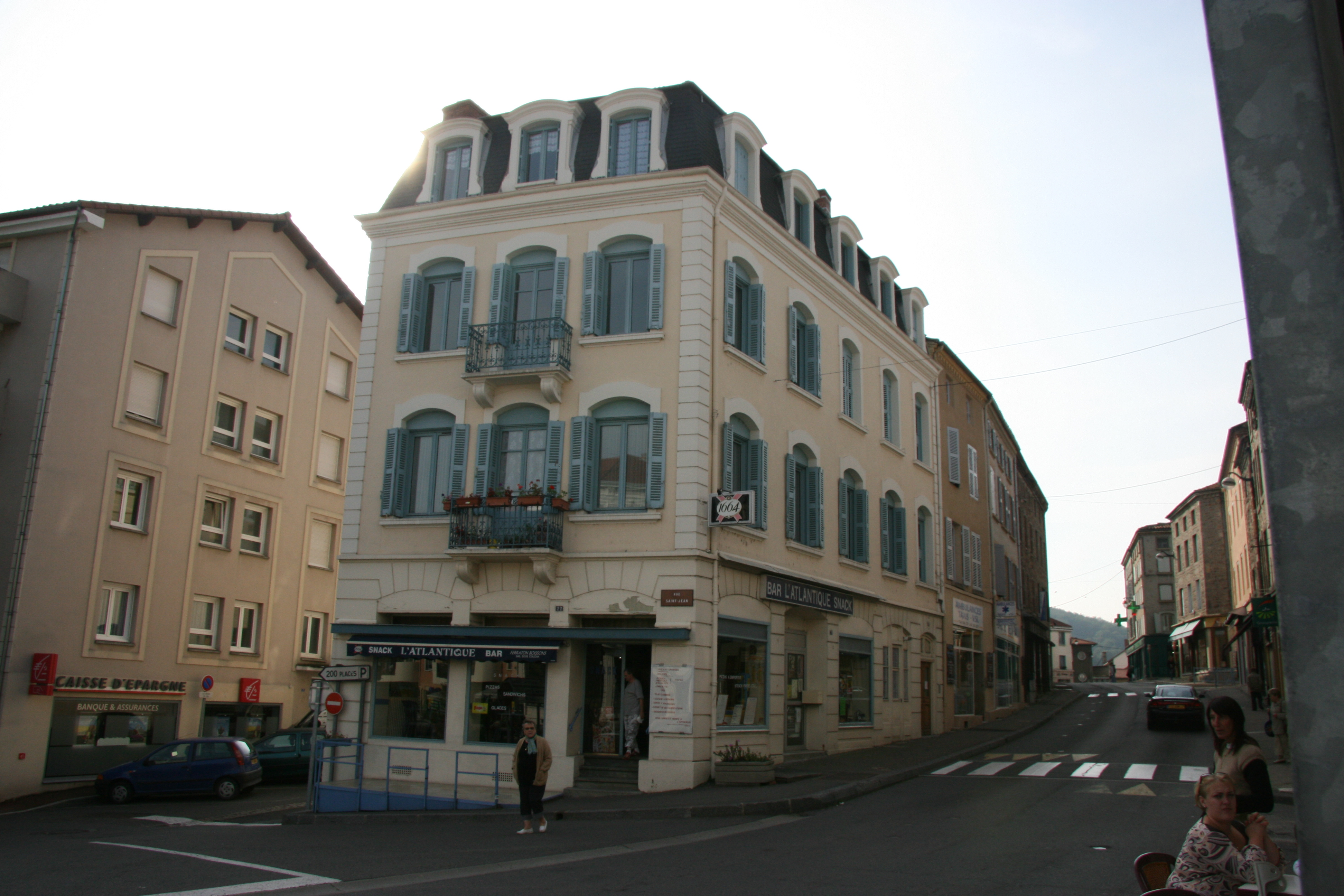
Rue de Clermont.
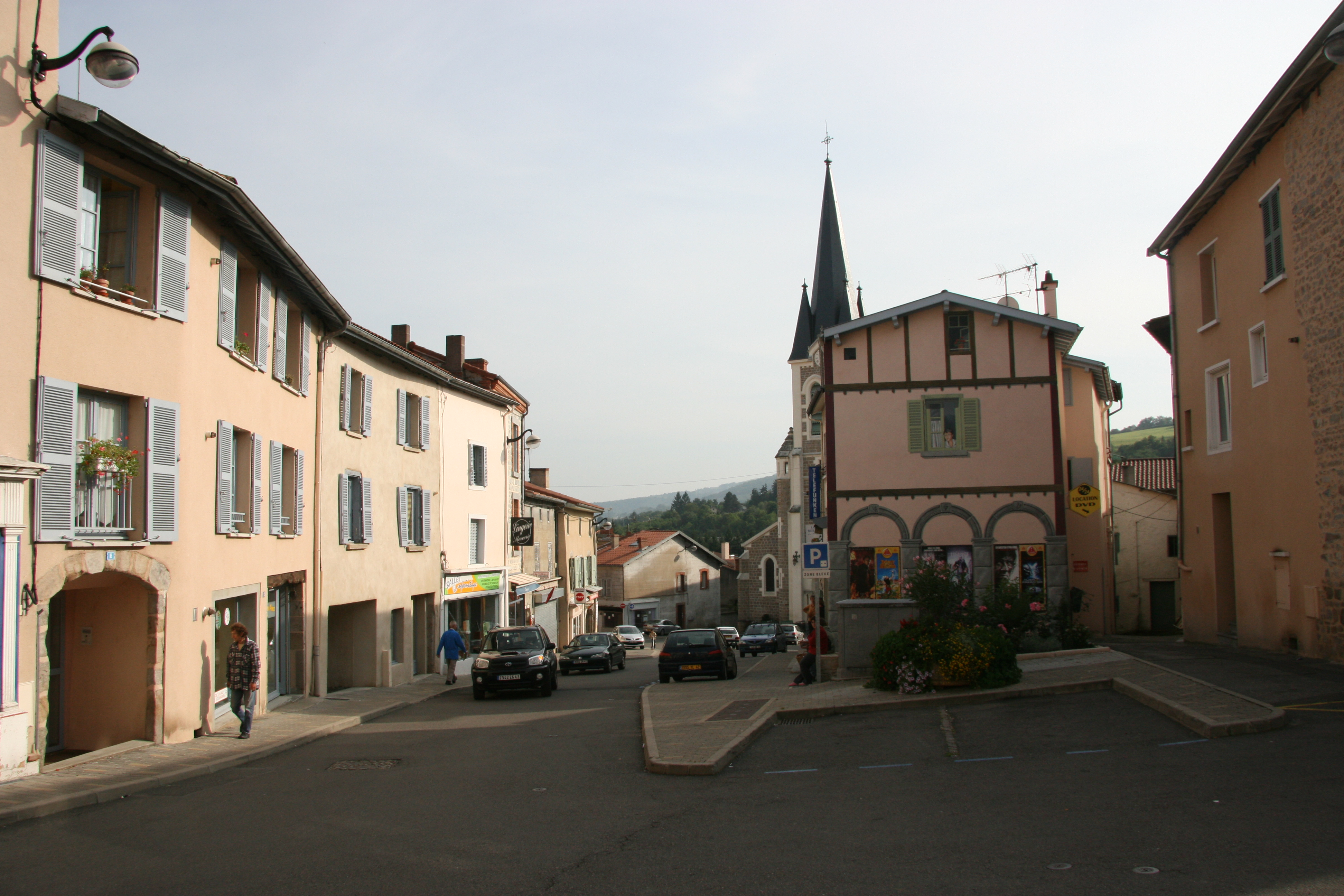
Place Saint-Vincent.
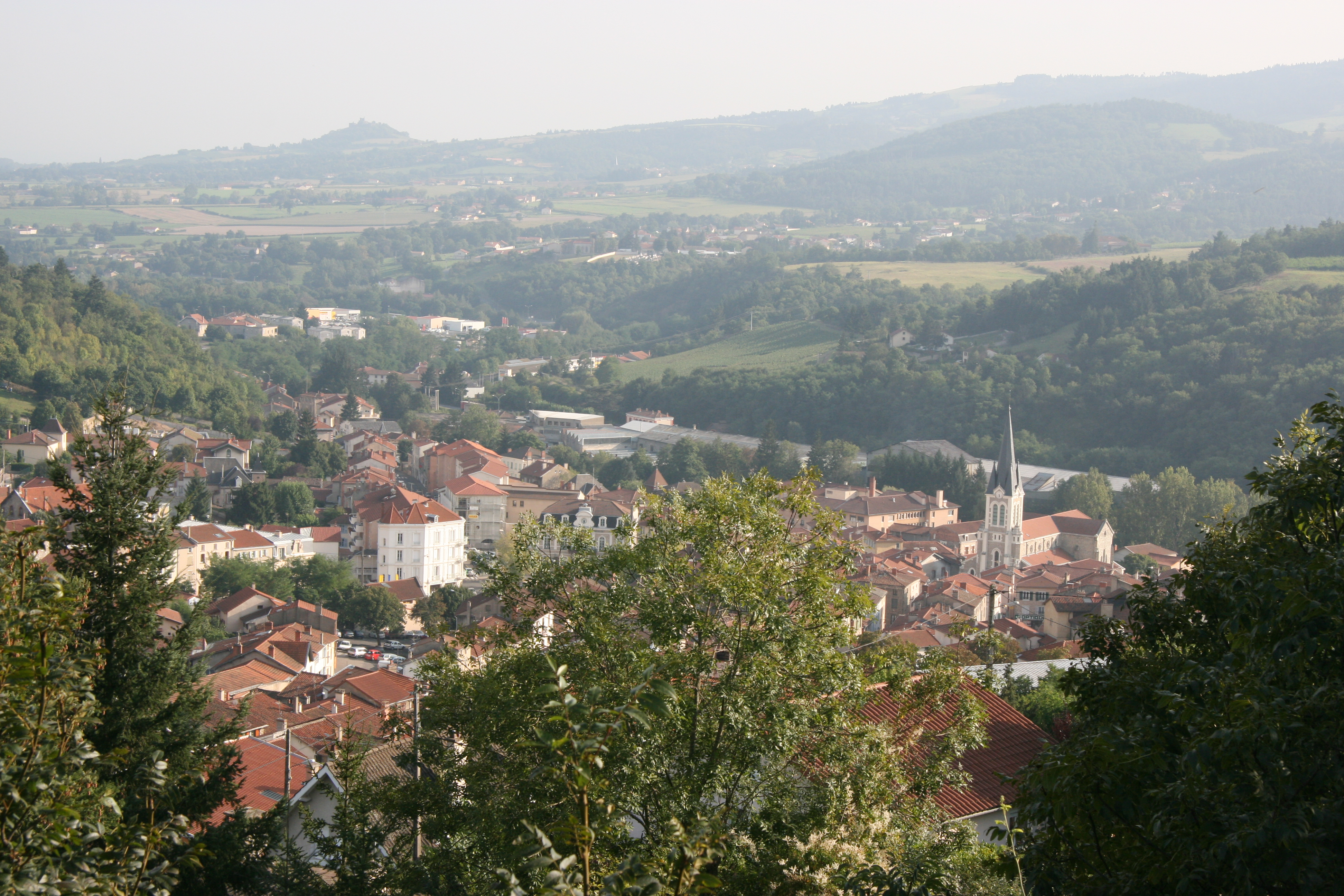
Vue du Guet.
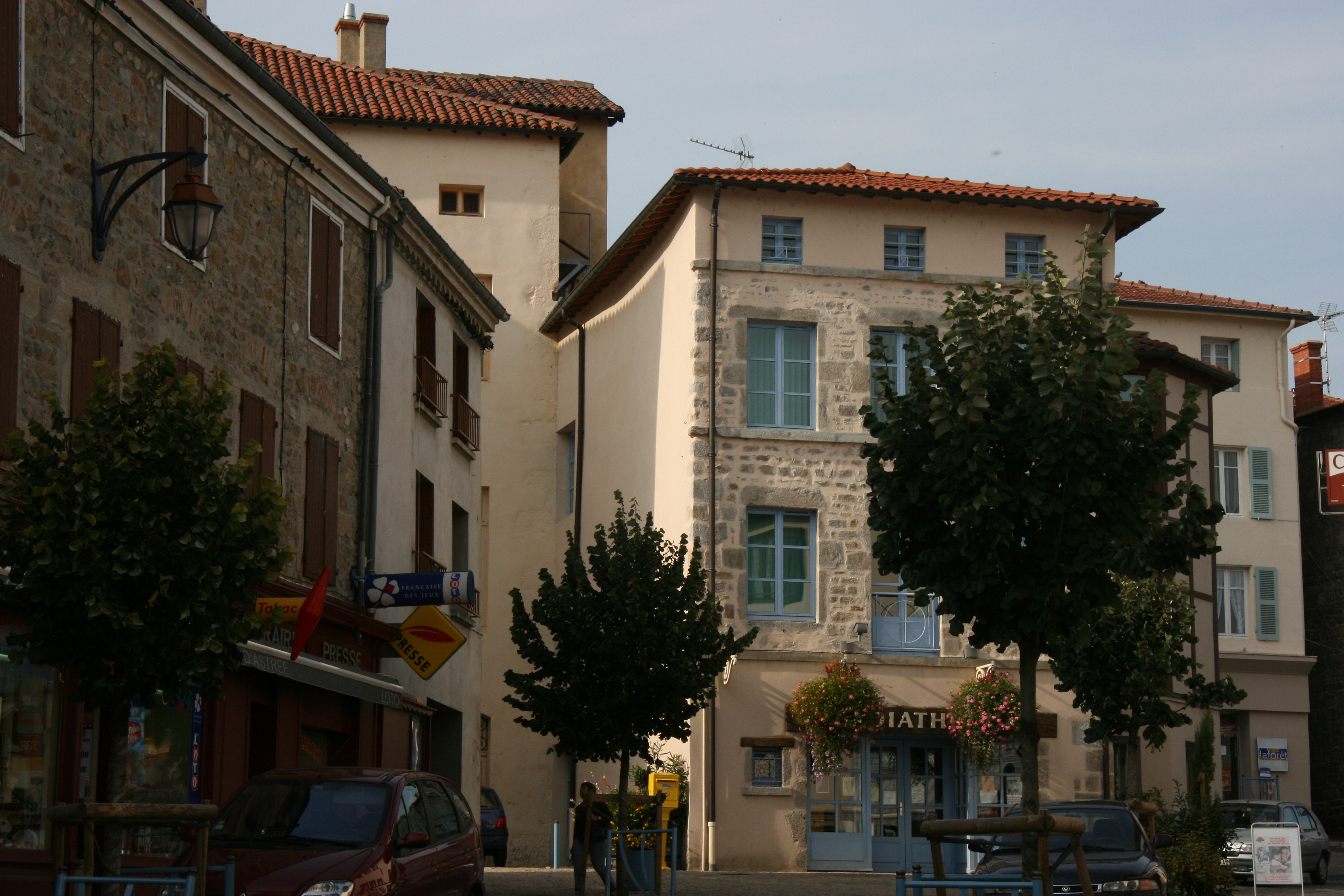
Médiathèque.
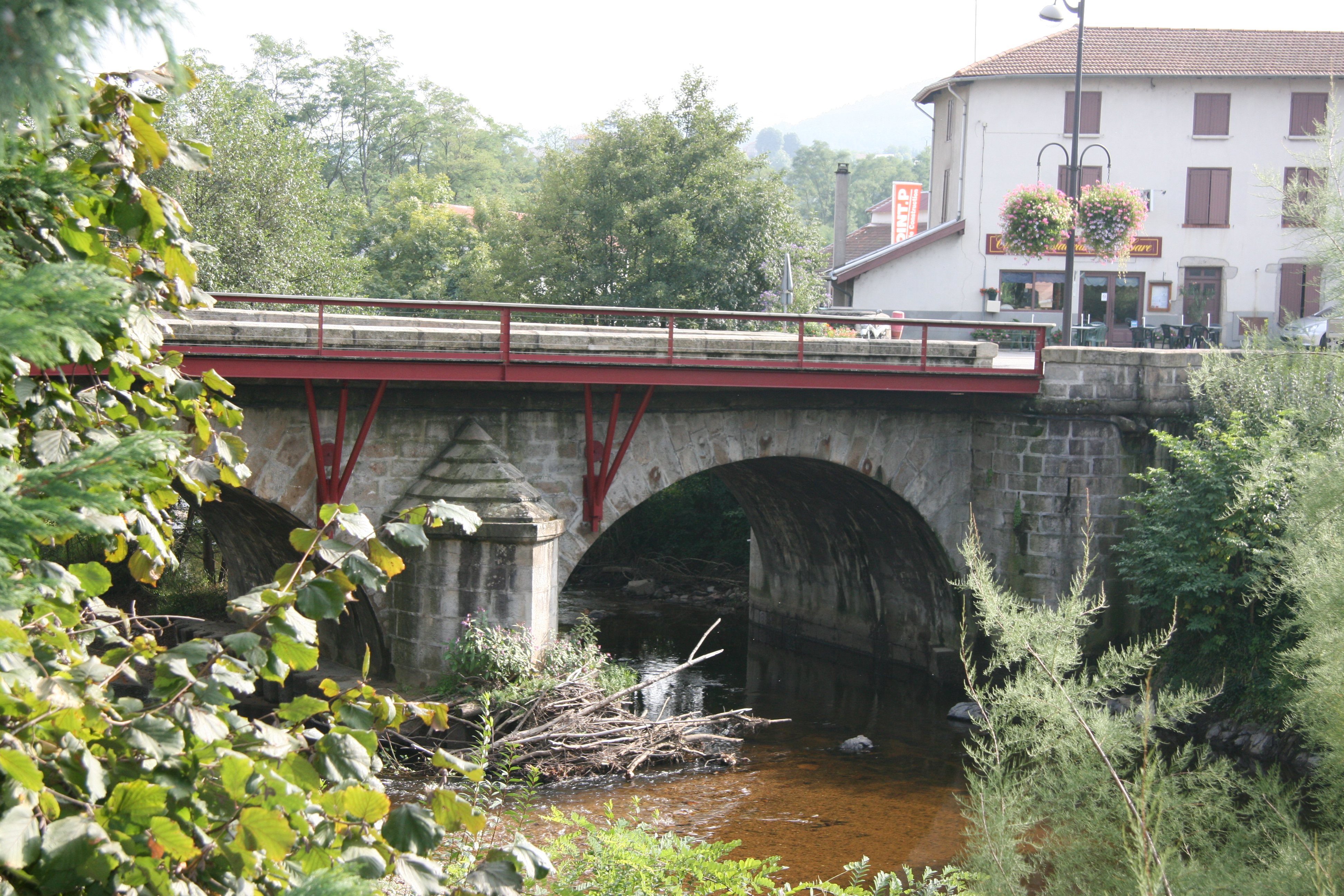
Pont Terray.

### Héraldique
|  | Les armoiries de Boën se blasonnent ainsi : D’or au chevron de gueules chargé en chef d’une merlette de sable. Attribué par D'Hozier (1702). |